# Masgaya
Masgaya (ou Mass Gaya) est une localité du Cameroun située dans la commune de Yagoua, le département du Mayo-Danay et la Région de l'Extrême-Nord, à la frontière avec le Tchad.

## Population
Lors du recensement de 2005, on y a dénombré 2 260 personnes.

## Infrastructures
Masgaya dispose d'un établissement scolaire public de premier cycle (CES).